# 로터스 2-일레븐
로터스 2-일레븐(영어: Lotus 2-Eleven)은 영국 자동차 제조업체인 로터스에서 생산했던 자동차이다. 로터스 엑시지 S를 기반으로 하여 토요타 2ZZ-GE와 VVTL-i, 이튼 M62 루츠식 슈퍼차저 및 인터쿨러가 장착된 4기통 직렬 엔진을 사용한다. 670kg의 무게에 8,000rpm에서 252 bhp (255 PS; 188 kW), 7,000rpm에서 242 N·m (178 lb·ft)의 토크를 발휘하여 2-일레븐은 3.8초 만에 0-60 mph (97 km/h) 가속이 가능하며 최고 속도는 150 mph (241 km/h)이다. 트랙 데이용 자동차로 의도되었으며, 가격은 39,995파운드이다. 1,100파운드를 추가하면 로터스에서 도로 주행이 가능하도록 차량을 개조해준다.
트랙 버전과 도로 주행 버전에는 약간의 차이가 있는데, 트랙 버전은 3,872 mm (152.4 in)으로 약간 더 길고 666 kg (1,468 lb)으로 더 가볍다.

## 갤러리

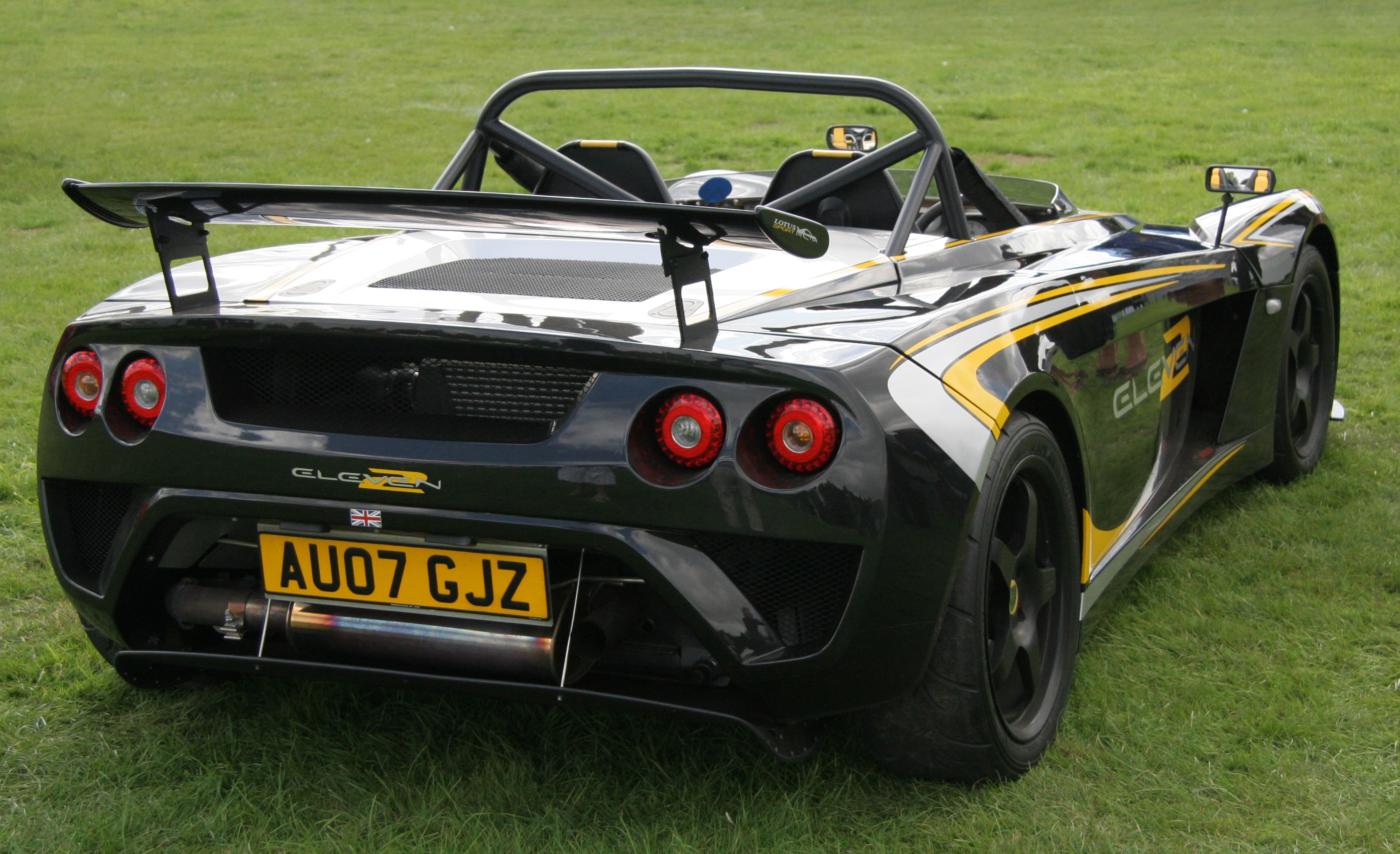
후면
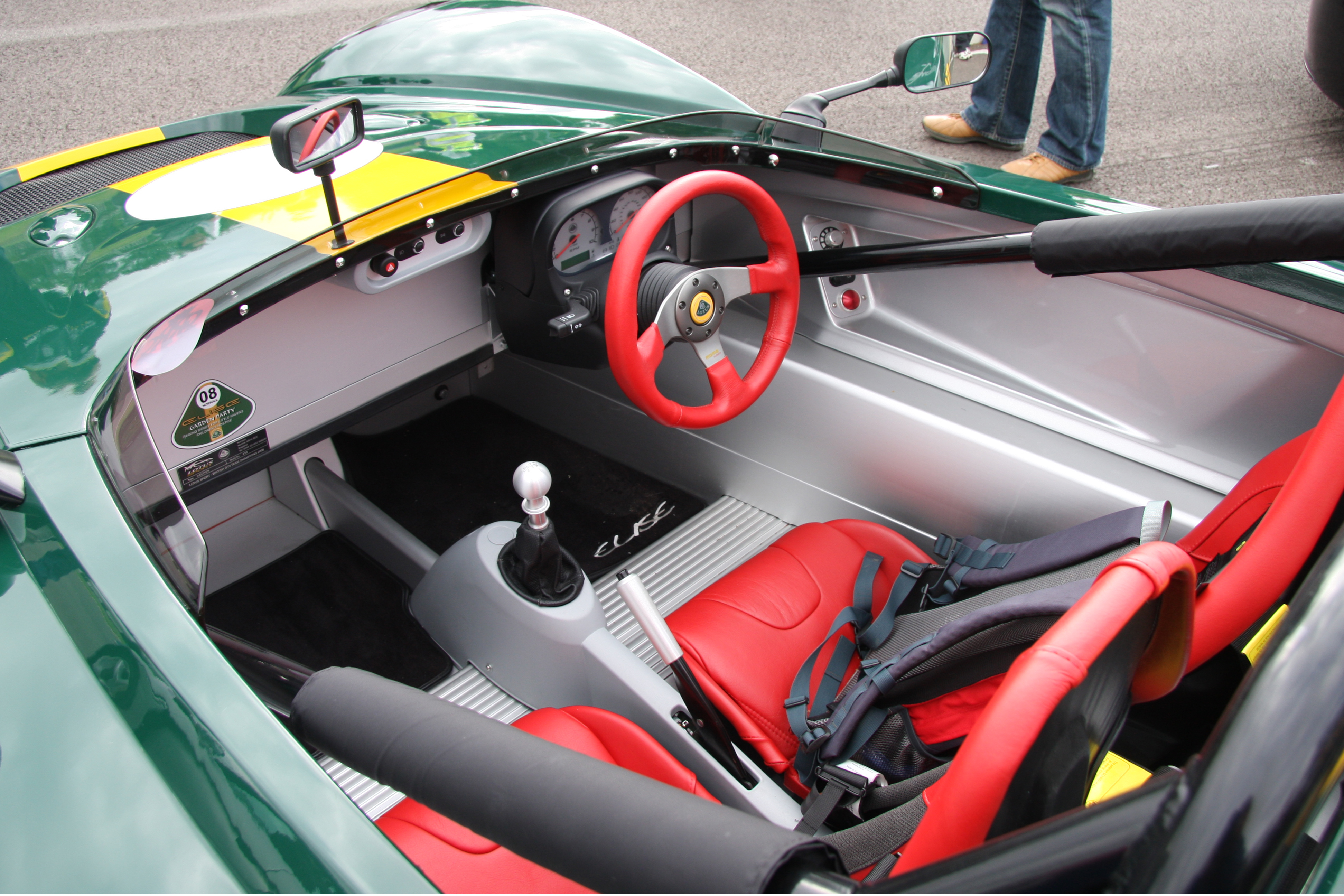
실내